# Henn Roode
Henn-Olavi Roode, född 4 november 1924 i Tallinn, Estland, död 25 december 1974 i Tallinn, var en estnisk konstnär. 

## Utbildning och karriär
Roode tog studenten vid Jakob Westholms gymnasium i Tallinn 1943. 1944 började han studera vid Pallas konsthögskola i Tartu, med konstnärer som bland andra Ado Vabbe och Elmar Kits som lärare. Under höstterminen 1947 studerade han vid Statens skola för konsthantverk i Tallinn med bland andra Johannes Võerahansu och Lepo Mikko som lärare.  
Roode var medlem i den så kallade Tartu-gruppen, en krets bestående av de sista utexaminerade studenterna från Pallas konsthögskola. Medlemmar i gruppen var bland andra Ester Potisepp (Roodes framtida fru), Ülo Sooster, Lembit Saarts, Valdur Ohakas och Heldur Viires. I slutet av 1940-talet började medlemmarna anklagas för antisovjetiska aktiviteter och den 20 november 1949 arresterades flera av dem. Den 14 juni 1950 dömdes de genom specialbeslut av det sovjetiska Ministeriet för statens säkerhet (MGB) till 25 år i fångläger, förutom Potisepp som dömdes till 10 år. Roode skickades till Karaganda-regionen i Kazakiska SSR. Roodes straff förkortades senare till 10 år men han frigavs tidigare, efter 7 år, 1956 och rehabiliterades senare samma år. Enligt vissa var fängslandet av Tartu-gruppens medlemmar troligtvis en del av en kampanj avsedd att hämma spridningen av västerländska (framförallt franska) konstnärliga influenser, vilket i detta fall ledde till avvecklingen av den oberoende Pallaskonsthögskolan i slutet av 1950-talet.
Efter sin frigivning började Roode studera vid Estlands konstakademi. Han tog examen 1959 i målning med oljemålningen ”Mahtrasse" som examensarbete. Efter sin examen började Roode ställa ut sina verk i olika sammanhang och 1964 blev han medlem i Estlands konstnärsförening. Mellan 1964 och 1974 arbetade han främst som frilanskonstnär, men även ibland som föreläsare vid Tallinns pedagogiska institut. 
Roode dog den 25 december 1974 i magcancer. Han begravdes på Metsakalmistu (Skogskyrkogården) i Tallinn.

## Familjeliv
Roodes far, August Roode, tog examen från Gdańsks tekniska universitet med ett stipendium från Republiken Estland. Hans mor Anna Roode var en av de första kvinnorna som tog examen från medicinska fakulteten vid Tartu universitet. Den 19 februari 1957 gifte sig Henn Roode med konstnären tillika skolkamraten Ester Potisepp (född Esther Raudsepp). Paret fick två döttrar. 

## Stil och filosofi
Roodes konstnärliga filosofi anses vara intellektuell och sanningssökande, kretsande kring de högre kategorierna som sanning och det absoluta. Han anses ha varit som en forskare som försökte skilja det slumpmässiga från det väsentliga och analyserade förhållandet mellan det objektiva idealet och den subjektiva formen. Merparten av Roodes verk består av målningar, särskilt havslandskap, stadsbilder, abstraktioner, porträtt med olika grader och former av deformation, självporträtt, stilleben samt monumentala kompositioner (till exempel ”Marknad”, "Demonstration", "Asfalterare", "Hemmahamn"). Lika omfattande är samlingen av Roodes ritningar och skisser (framför allt stilleben, självporträtt, porträtt, maritima teman etc.).
Ingen genre eller tema är särskilt föredraget i Roodes arbete eftersom han fascinerades av problem snarare än motiv. För Roode var de viktigaste begreppen volym, rytm och geometri. Hans verk anses vara exempel på de mest omfattande experimenten i estnisk konst från 1960-talet, där han bearbetade förhållandet mellan figur, rörelse och rymd. 1962 slutfördes Roodes manifest ”Marknad”, till vilket det då inte fanns någon motsvarighet i estnisk konst. Huvudparadoxen i Roodes arbete är att han genom att begränsa sig till världen av strukturer, färger och ytor ständigt strävade efter att avskaffa formen. För Roode var det väsentliga problemet med rymden i abstrakt konst inte bara en estetisk fråga, utan också en andlig. Detta var en inställning till en filosofisk fråga som han inte avskräcktes från att hantera med hjälp av begreppet ’absolut sanning’.

## Verk i urval
Flera av Roodes verk visas i konstmuseet Kumu:s permanenta utställning. Ett urval av de mest renommerade målningarna tillhör Estlands konstmuseums samling.
- 1960 ”Marknad”
- 1961 ”Marknad (blommarknad)”
- 1961 - 1962 ”I pappersbruket”
- 1963 ”Fiske”
- 1963 ”Skogsladdning”
- 1964 ”Robust”
- 1965 ”Näsa”
- 1965 ”Självporträtt
- 1965 ”Demonstration”
- 1971-1972 ”Räler och hjul”
- 1974 ”Löpare”

Många av Roodes verk finns i privata samlingar.

## Utställningar i urval
- 1969 på Estlands konstmuseum
- 1970 på Tartu konstmuseum
- 1973 på Tallinns konstsalong
- 1981 på Estlands konstmuseum
- 1988 på Galleri Draakon
- 1999 på Adamson-Eric-museet
- 2007 på Kumu

I samarbete med Estlands konstmuseum och estniska posten utfärdades 2011 ett frimärke med Henn Roodes verk "Marknad" (1961). Frimärket designades av L. Lõhmus. 